# Concepció Veray
Concepción Veray Cama (Gerona, 11 de mayo de 1976) es una política española, diputada al Congreso de los Diputados en la X Legislatura.
Es hija del diputado del Parlamento de Cataluña Jaume Veray Batlle. Ha trabajado como consultora de comunicación y ha sido presidenta de Nuevas Generaciones de la provincia de Gerona (1999), secretaria y después presidenta provincial del PP de Gerona. En las elecciones municipales españolas de 2003, 2007 y 2011 fue elegida regidora del ayuntamiento de Gerona.
En las elecciones generales españolas de 2011 también fue escogida diputada por Gerona.> En junio fue nombrada portavoz del PP en la Comisión de Vivienda. En las elecciones municipales españolas de 2015 obtuvo la única acta de regidor del PP a la alcaldía de Gerona.